# Acacia cardiophylla
Acacia cardiophylla — вид квіткових рослин з родини бобових. Ареал: Австралія (сх.-цн. Новий Південний Уельс).

## Екологія
Зустрічається на кам'янистих пагорбах і хребтах у неглибоких кам'янистих піщаних ґрунтах як частина евкаліптових лісів і угруповань маллі.

## Біоморфологічна характеристика
Кущ зазвичай досягає висоти від 2 до 3 м і має пір’ясте листя та яскраво-жовті квіти під час періоду цвітіння з липня по листопад. Часто має кілька стебел. Темно-сіра або плямисто-коричнева кора гладка. Утворює суцвіття групами від 6 до 21 у пазушних китицях. Кожне суцвіття має зигзагоподібну вісь довжиною від 1.2 до 6 см. Кулясті голови мають діаметр від 3 до 5 мм і містять від 20 до 40 яскраво-жовтих квіток. Волохаті коричневі стручки мають довжину від 1.5 до 11.5 см і ширину від 4 до 6.5 мм, прямі або злегка вигнуті. 